# Liste der Kulturdenkmäler in Igel (Mosel)
In der Liste der Kulturdenkmäler in Igel sind alle Kulturdenkmäler der rheinland-pfälzischen Ortsgemeinde Igel einschließlich des Ortsteils Liersberg aufgeführt. Grundlage ist die Denkmalliste des Landes Rheinland-Pfalz (Stand: 8. Februar 2023).

## Einzeldenkmäler
| Bezeichnung                            | Lage                                                          | Baujahr                            | Beschreibung | Bild                           |
| -------------------------------------- | ------------------------------------------------------------- | ---------------------------------- | --- | ------------------------------ |
| Bahnhof                                | Igel, Bahnhofstraße 7 Lage                                    | um 1913                            | Stationsgebäude: eineinhalbgeschossiger Winkelbau mit einander durchdringenden Mansarddächern, um 1913; Erweiterung nach 1919: Klinkerbau mit Flachdach in zeittypischen Formen; Güterhalle mit Walmdach | weitere Bilder Fotos hochladen |
| Alte Pfarrkirche St. Dionysius         | Igel, Hohler Weg Lage                                         | 1758/59                            | barocker Saalbau, 1758/59, romanischer Turm aus dem 12. Jahrhundert; zugehörig ummauerter Felssporn und Kirchhof mit Friedhofskreuz, Prozessionsaltar und Grabkreuze des 18. und 19. Jahrhunderts        | weitere Bilder Fotos hochladen |
| Alter Pfarrhof                         | Igel, Moselstraße 6 Lage                                      | frühes 18. Jahrhundert             | barocke Hofanlage, frühes 18. Jahrhundert | BW                             |
| Igeler Säule                           | Igel, Trierer Straße Lage                                     | um 250                             | römisches Pfeilergrabmal der Sekundinier, um 250; zugehörig die rückwärtige Stützmauer, der zur Kirche anstoßende Hangbereich mit beidseitigen Treppenaufgängen und die neuen Flankenbauten              | weitere Bilder Fotos hochladen |
| Burghaus                               | Igel, Trierer Straße 30 Lage                                  | 17. Jahrhundert                    | ehemaliger Hof der Herrschaft Igel; Parallelhof; Hofhaus mit Ecktürmen, im Kern aus dem 17. Jahrhundert, Erneuerung gegen Anfang des 18. Jahrhunderts                                                    | weitere Bilder Fotos hochladen |
| Wohnhaus                               | Igel, Trierer Straße 61 Lage                                  | 1787                               | barock-klassizistischer Walmdachbau, 1787 | Fotos hochladen                |
| Pfarrkirche St. Dionysius              | Igel, Trierer Straße, zwischen Nr. 61 und Nr. 63 Lage         | 1953/54                            | dreischiffige Hallenkirche, 1953/54, Architekt Peter Marx, Trier | weitere Bilder Fotos hochladen |
| Vogelskreuz                            | Igel, Waldstraße, an Nr. 5 Lage                               | Ende des 17. Jahrhunderts          | Kreuzigungsbildstock, Ende des 17. Jahrhunderts | Fotos hochladen                |
| Wegekreuz „Auf der Schleet“            | Igel, nördlich des Ortes an der K 1 auf dem Hochplateau Lage  | 1853                               | regional- und zeittypische Sandsteinsäule, bezeichnet 1853, Sandsteinkreuz mit eisernem Korpus, in kleiner Anlage                                                                                        | Fotos hochladen                |
| Mehlbaumkreuz                          | Igel, östlich des Ortes an der B 49 Lage                      | 1678                               | Pfeilerbildstock, bezeichnet 1678, Teilerneuerung bezeichnet 1786 | Fotos hochladen                |
| Grutenhäuschen                         | Igel, westlich des Ortes im Weinberghang Lage                 | Ende des 3. Jahrhunderts           | römischer Grabtempel, Ende des 3. Jahrhunderts | weitere Bilder Fotos hochladen |
| Felseninschrift                        | Igel, westlich des Ortes Lage                                 | nach 1847                          | in den Fels gehauene Inschrift; Zeitdokument, nach 1847 | BW                             |
| Marienkapelle                          | Liersberg, Bergstraße, Ecke Hofstraße Lage                    | Ende des 19. Jahrhunderts          | neugotisch, Ende des 19. Jahrhunderts; Wegekreuz, bezeichnet 1818 | weitere Bilder Fotos hochladen |
| Laurentiuskapelle                      | Liersberg, Mühlenstraße Lage                                  | Ende des 19. Jahrhunderts          | Ende des 19. Jahrhunderts | weitere Bilder Fotos hochladen |
| Katholische Pfarrkirche St. Laurentius | Liersberg, Mühlenstraße 5 Lage                                | 1686                               | Saalbau, 1686, Erweiterung 1846, Chorturm 1960; zugehörig alter Kirchhof | weitere Bilder Fotos hochladen |
| Quereinhaus                            | Liersberg, Mühlenstraße 14 Lage                               | zweite Hälfte des 18. Jahrhunderts | im Kern spätbarockes Quereinhaus, bezeichnet 1870 | Fotos hochladen                |
| Wegekreuz                              | Liersberg, nordwestlich des Ortes an der K 2 am Waldrand Lage | 1810                               | Pfeilerkreuz, bezeichnet 1810 | Fotos hochladen                |